# Львівський оборонний кластер
Львівський оборонний кластер (ГО «Львівський оборонний кластер», скорочено «ЛОК», англ. Lviv Defence Cluster) — некомерційне громадське об'єднання, офіційно зареєстроване на території України, утворене внаслідок об'єднання волонтерів та підприємств оборонного сектора, в тому числі ліцензованого виробника бронежилетів Харківського заводу засобів індивідуального захисту, та визначене Міністерством оборони України основним координатором волонтерського руху, направленого на організацію виготовлення бронежилетів.

## Історія створення
У 2022 році, з початком повномасштабного вторгнення Росії в Україну, низка бізнесменів об'єдналися та налагодили масштабне виробництво бронежилетiв. Українські виробники бронезахисту, в тому числі «Харківський завод засобів індивідуального захисту», організували на заході України масове виробництво для потреб військових.
директор «Харківського заводу засобів індивідуального захисту» Юрій Федоров.
Підприємство, задіяне у виробництві бронежилетів та тактичного спорядження для силових структур України, а також для окремих підрозділів НАТО, спочатку базувалося у Харкові. У 2022 році, коли розпочалося широкомасштабне вторгнення Росії в Україну, виробництво перемістилося до Львова. Повний цикл виробництва бронежилетів для військових організували на кількох підприємствах, виробництво яких раніше не було пов'язане з війною.
В умовах війни, «Львівський оборонний кластер» став унікальним прикладом релокації бізнесу та співпраці українських підприємців.

## Діяльність
Об'єднання займається розробкою, виготовленням та регулярним постачанням бронежилетів на фронт українським бійцям, в тому числі спільно зі Львівською обласною військовою адміністрацією та Міжнародним штабом допомоги українцям.
Виробництво повністю фінансується за рахунок стартових внесків підприємств кластеру та благодійних внесків донаторів. Бронежилети не підлягають продажу.
«ЛОК» є некомерційною організацією та безкоштовно передає тисячі бронежилетів для потреб Сил оборони України.
Максим Плєхов, голова правління Львівського Оборонного Кластеру.
Станом на 12 травня 2022 року було проведено понад 100 випробувань різноманітних матеріалів та типів бронежилетів, кваліфікацію підтверджено відповідною ліцензією, великою кількістю офіційних протоколів випробувань та сертифікатів.
Окрім силових структур, підприємство також виготовляє бронежилети для представників ЗМІ. Зокрема їхню продукцію використовують знімальні команди «1+1», «2+2», фотокорів «Reuters» та «Süddeutsche Zeitung».
Також виробники за спеціально визначеною процедурою перевіряють броньовані пластини — ключовий елемент захисту у бронежилеті (прострілюють їх конкретними набоями і, таким чином, визначають стійкість).
Від початку вторгнення Росії в Україну, Львівський оборонний кластер станом на 12 травня 2022 року передав на передову 30 тисяч бронежилетів. У квітні 2023 року Медики Донецької області отримали від Львівського оборонного кластера1000 бронежилетів.
З ініціативи Львівської ОВА, Міжнародного штабу допомоги українцям та Львівського Оборонного Кластера продукція підприємства була передана у Харківську, Луганську та Донецьку області.
Окрім бронежилетів, Львівський оборонний кластер виробляє підсумки для магазинів.
Станом на лютий 2023 року команда ЛОК передала не менше 500 дитячих евакуаційних комплектів ювенальній поліції України. Цей проєкт — перше серійне виробництво дитячих бронежилетів для евакуації у Світі.

## Продукція
- Бронежилети «Перемога»[23][25][29]
- Підсумки «Колчан»[4]

Маса одного бронежилету становить від 8 до 10 кілограмів, залежно від типу сталі, який використовували під час виготовлення.
Бронежилети відповідають вимогам ДСТУ 8782:2018 та мають клас захисту не нижче 4-го. Для бронежилетів використовуються броньовані плити особливої твердості (від 500 та вище) та товщини (мінімально — 6 мм). Оснащення проходить тестування за різних умов основними набоями — 7,62*54 (57-Н-323с) та 5,45*39 (7Н10). Для кожної партії матеріалу проводяться балістичні випробовування.
голова правління Львівського оборонного кластера Максим Плєхов.
Бронежилети, виготовлені ЛОК, комплектуються підсумками «Колчан», права на виготовлення яких надала компанія «Балістика». Підсумки мають зменшений габарит та вагу (95 г) завдяки запатентованій бічній стінці з поліаміду та дозволяють виконувати швидке перезаряджання зброї. Вони підходять для магазинів від АК-47, АКМ, АК-74 та AR-подібної зброї.<
Львівський оборонний кластер також розпочав виробництво бронежилетів для дітей, їх використовуватимуть для евакуації. У таких бронежилетах використано як захисний елемент надвисокомолекулярний балістичний поліетилен. При виробництві використовують матеріали, з яких виробляють армійське спорядження.

## Потужності
Ціль ЛОК – виготовити та поставити 300 000 бронежилетів для захисту української армії.
ЛОК має власну лабораторію, де проводяться тестування бронеелементів. Випробування проводиться відповідно до 4 класу захисту згідно з вимогами ДСТУ. При тестуванні, зокрема, використовується балістичний пластилін, швидкомір, правильні набої, проводиться відстріл з відповідної дистанції у 10 метрів.

## Цікаві факти
На своїй сторінці ЛОК виклав у відкритий доступ рекомендації, які сталі краще використовувати для пластин. Також, у широкий загал були викладені лекала для плитоносок швидкого пошиття з мінімальною кількістю доступних матеріалів.